# Königsberger Hausfrauenbund

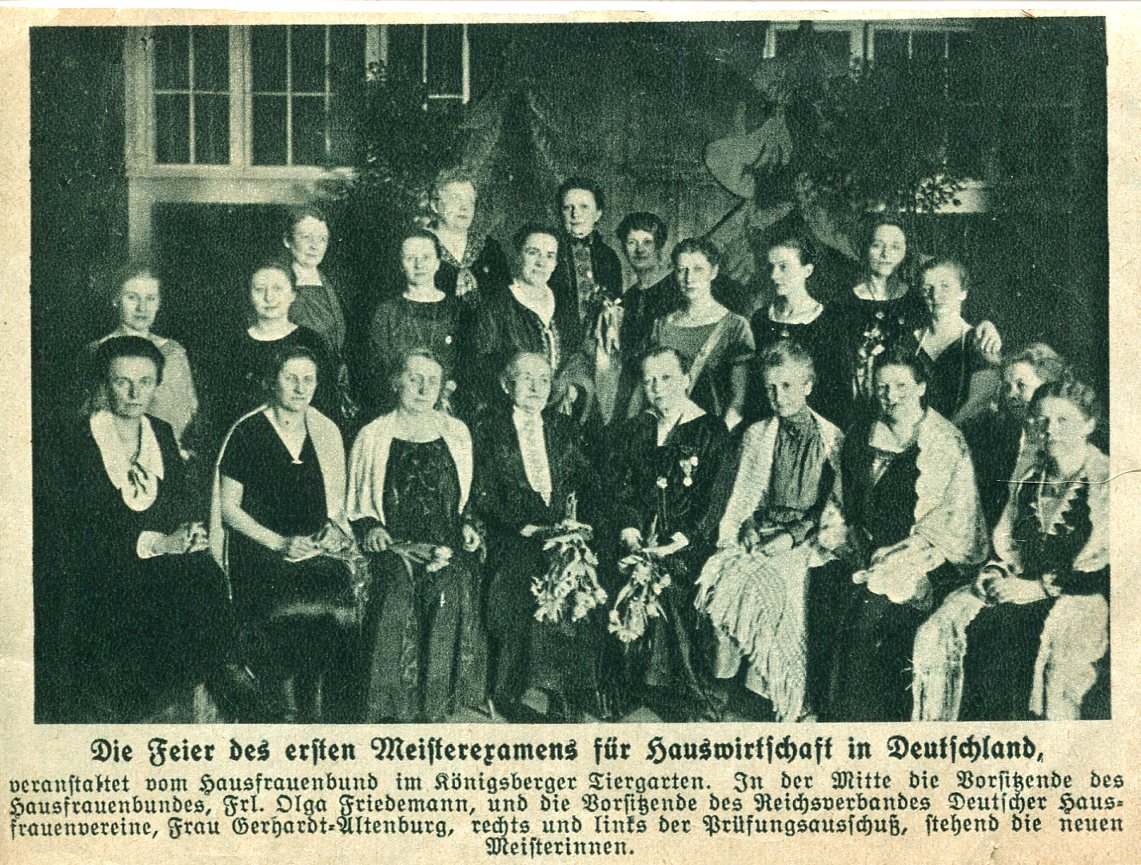
Die Berufsbezeichnung „Meisterin der Hauswirtschaft“ aus Königsberg 1926

Der Verein Königsberger Hausfrauenbund (KHB) bestand von 1914 bis 1935. Er vereinte zahlreiche kleinere regionale ostpreußische Hausfrauenvereine in die "Vereinigung Ostdeutscher Hausfrauenbünde (VOH)". Das Organ war die „Ostdeutsche Hausfrauenzeitung“. Der KHB war Mitglied ab 1919 bis 1935 im „Reichsverband deutscher Hausfrauenvereine (RDH)“. Die beiden Vorsitzenden im KHB waren von 1914 bis 1934 Olga Friedemann und Helene Neumann und im letzten Jahr bis 1935 Dora Schlochnow von der NSDAP, die zum 31. Dezember 1935 die Übernahme des Vereins in das nationalsozialistische „Deutsche Frauenwerk“ vornahm.

## Vorgeschichte der Frauenbewegung in Preußen
Zu Beginn des 20. Jahrhunderts standen sich in Berlin der „Verband Fortschrittlicher Frauenvereine Berlin“ (VFFB), der Berliner Verein „Frauenwohl“ und der „gemäßigt-bürgerliche“ „Allgemeine Deutsche Frauenverein“ (ADF) gegenüber. Letzterer gilt als einer der ältesten Berliner Frauenvereine, gegründet 1865, wie aus den Unterlagen des ADF-Bestandes von 1892 – 1930 des Helene-Lange-Archivs hervorgeht. Helene Lange (1848–1930) war sein prominentestes Vorstandsmitglied. Das Wirken des ADF zielte insbesondere auf mehr Rechte für die Hausfrauenvereine ab. Frauen sollten gleiche Bildungs- und Berufschancen eingeräumt werden sowie mehr Einfluss in Politik und Wirtschaft erlangen, um „die Fehlentwicklung der von Männern geprägten Welt“ zu korrigieren.
Jene Frauen, die sich mehr den „radikalen“ Gruppierungen zugehörig fühlten, allen voran Clara Zetkin (1857–1933), verweigerten zunehmend die Zusammenarbeit mit den bürgerlichen Gruppen der Frauenbewegung, wie sie Helene Lange und Gertrud Bäumer repräsentierten.
Die Polarisierung in Berlin zwischen radikalen und gemäßigten Strömungen innerhalb der Frauenbewegung wurde nicht auf die ferne Provinz Ostpreußen übertragen. Hier überwog das soziale Engagement von „höheren Töchtern“ und Ehefrauen von Politikern, Wissenschaftlern und Handwerkern. Allen gemein war die möglichst tarifmäßige Anerkennung der Frauenarbeit in ihrer Angestelltentätigkeit in Haus- und Landwirtschaft bzw. in der eigenständigen Heimarbeit.

## Erste Frauenvereinigungen in Königsberg

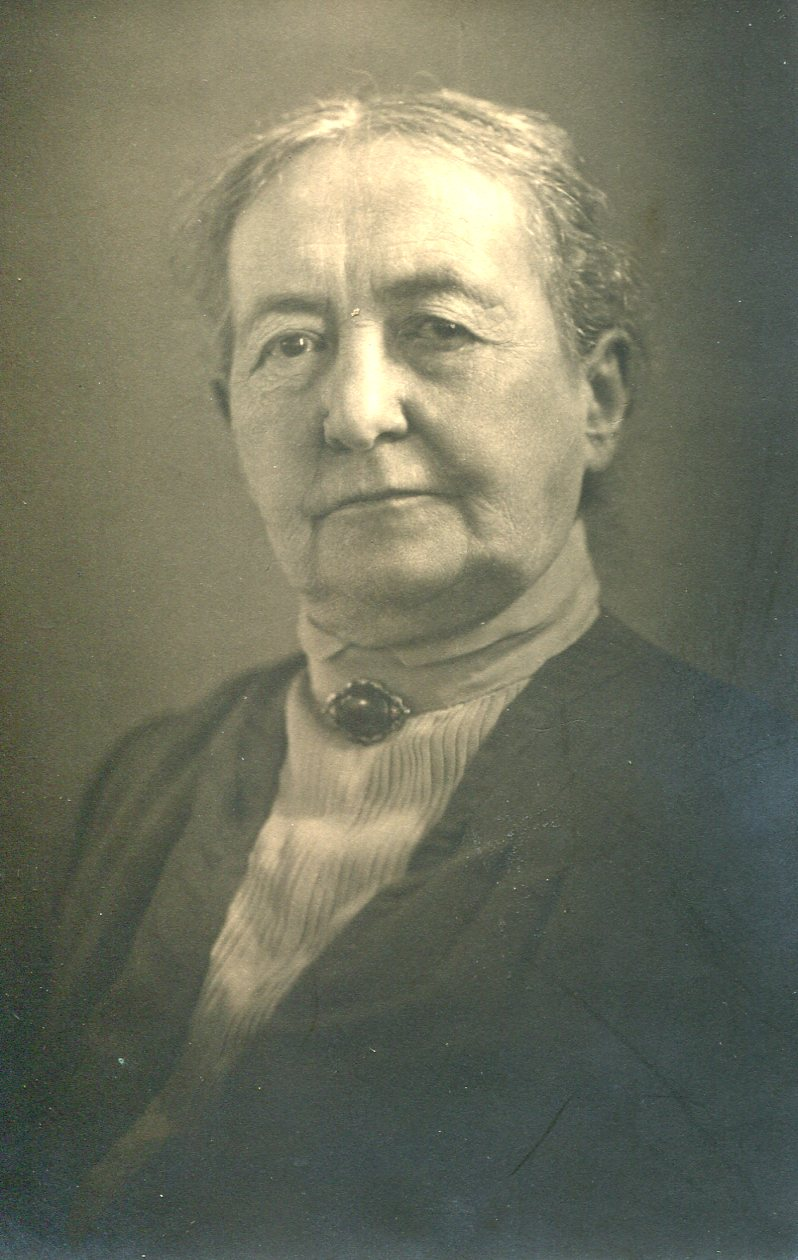
Langjährige Vorstandsvorsitzende des Königsberger Hausfrauenbundes

Vorgänger des Königsberger Hausfrauenbundes waren der „Frauen-Verein für Armen- und Krankenpflege“ (1843/44), der „Vaterländische Frauenverein“ (1867/68) und in besonderem Maße der „Königsberger Verein Frauenwohl“ (KVF) von Pauline Bohn (1834–1926), der von 1890 bis 1920 bestand. Neben Pauline Bohn traten noch zwei weitere Frauen ins Rampenlicht der ostpreußischen Frauenbewegung, Elisabet Boehm (1859–1943) und Helene Neumann (1874–1942). Böhm hatte den „Landwirtschaftlichen Hausfrauenverein“ und Helene Neumann den „Gewerkverein der Heimarbeiterinnen“ (1904–1914) geleitet.
Über diesen „Gewerkverein der Heimarbeiterinnen“ wurde Olga Friedemann (1857–1935) auf die notleidenden Hausfrauen- und Heimarbeiterinnen aufmerksam. Mit Helene Neumann gelang es ihr, alle bestehenden ostpreußischen Hausfrauenvereine im „Königsberger Hausfrauenbund“ (KHB) zu vereinen. Die Satzung des KHB konnte vom Königsberger Verein Frauenwohl überarbeitet und spezifiziert übernommen werden.

## Aufgaben
Aufwertung der Hausfrauenarbeit. Gründung einer eigenen Stellenvermittlung für Hauspersonal, Aufhebung der preußischen Gesindeordnung, Einführung eines Hausgehilfengesetzes, gesetzliche Regelung des Lehrlingswesens in der Hauswirtschaft, Fernziel: Anerkennung der Berufsbezeichnung „Meisterin der Hauswirtschaft“, Einrichtung einer Sterbekasse. Hausfrauen, Hausangestellte, aber auch Fachlehrerinnen, müssten e i n e m Berufsstand angehören! Das sei nur zu verwirklichen, wenn alle jungen Mädchen, gleich welchen Standes und welcher Schulausbildung, eine hauswirtschaftliche Ausbildung erhielten.

### Königsberger Hausfrauenbund im Ersten Weltkrieg
Mitten in diese neue Aufbruchstimmung platzte der Erste Weltkrieg, so dass die satzungsgemäße Umsetzung der Vereinsaufgaben zurückgestellt werden musste.
Die Regie der koordinierten Hilfe übernahm Olga Friedemann mit dem neuen Königsberger Hausfrauenbund:
„Ostpreußen wurde zum Kriegsschauplatz. In den Lazaretten lagen Tausende der Schwerverwundeten von den ostpreußischen und russischen Schlachtfeldern. Scharen obdachloser Flüchtlinge zogen durch die Straßen“.
Der KHB organisierte Küchen, Verkaufsstellen, aber auch Ausbildungskurse.
„Die Erziehung der Hausfrauen und Hausangestellten zu kriegsmäßigem Kochen, die Kurse zur Erhaltung und Verwertung von Lebensmitteln, die Errichtung einer Lebensmittelvorsorge, durch welche viele Tausend Bedürftige und Kranke mit etwas Fettem und Mühlenpräparaten versorgt werden konnten, die Errichtung von „Mittelstandsküchen“, einer „Einkochküche“, die Jahre hindurch Lazarette, Soldatenrasten, Schulen und Vereine mit Marmelade belieferte, seien hier nur als Einzelbeispiele erwähnt.“ Olga Friedemann und Helene Neumann bauten noch im Krieg ihren „Königsberger Hausfrauenbund“ weiter aus, indem sie 1916 eine „Stellenvermittlung“ einrichteten, die Hausfrauen und Hausangestellte in Anspruch nehmen konnten.

### Soziales Umfeld nach dem Ersten Weltkrieg
Nach dem Krieg wanderten im Zuge der Industrialisierung immer mehr der in der Landwirtschaft tätigen Frauen sowie Heimarbeiterinnen in die Städte ab. Andererseits wurden günstige Industrieware und Landwirtschaftsprodukte aus dem Westen und aus dem benachbarten Ausland eingeführt. Aus den negativen Folgen der Industrialisierung wurden die landeseigenen landwirtschaftlichen bzw. Produkte nicht mehr abgenommen. Mit der Aufwertung der berufstätigen Hausfrau wollte Olga Friedemann eine Wertsteigerung der eigenen Produktion erreichen und somit ihren Absatz anregen.
Als erste Maßnahme erfolgte eine Reorganisation all der vielen bestehenden ostpreußischen Vereine im Umfeld des Königsberger Verein Frauenwohl.
Bis 1920 schlossen sich insgesamt 18 Vereine aus der Provinz zu einer Vereinigung Ostdeutscher Hausfrauenbünde (VOH) zusammen. Nach der Übernahme von Insterburg dehnte sich der Königsberger Hausfrauenbund 1920 nach Tilsit (dortige Vorsitzende Frau Schmidt) aus. Anschließend entstanden neue Hausfrauenvereine in Gumbinnen, Marienburg, Marienwerder Deutsch-Eylau und in Allenstein. Auch die in Danzig und Elbing selbständig entstandene Hausfrauenvereine erklärten sich zum Anschluss an den VOH bereit.
Für alle Vereine wurden zudem der Konsumverein „Selbsthilfe“ und ein „Sozialer Arbeitsdienst“ gegründet sowie eine Sterbekasse eingeführt.
Der „Königsberger Hausfrauenbund“ (KHB) trat 1919 mit seinen vielen oben erwähnten ostdeutschen Hausfrauenbünden in den „Reichsverband deutscher Hausfrauenvereine 1915–1935 (RDH)“ ein, in dessen Vorstand Olga Friedemann 14 Jahre ihre Erfahrungen als 3. Vorsitzende (1. Vorsitzende 1924 Frau Gerhardt-Altenburg und 1931 Maria Jecker aus Aachen) einbrachte. 1920 folgte auch die Aufnahme aller Vereinigungen Ostdeutscher Hausfrauenbünde (VOH) in den RDH. Im Gesamtvorstand des RDH und im Ausschuss für Bau- und Wohnungszwecke vertrat Helene Neumann von 1921 bis 1935 den KHB sowie sämtliche VOHs. Beide Frauen, Olga Friedemann und Helene Neumann vom KHB, hatten solch entscheidenden Einfluss im RDH, dass sie nicht nur die hauswirtschaftliche Berufsausbildung in das „Berufsausbildungsgesetz“ integrierten, sondern auch das „Arbeitsnachweisgesetz“ und das „Lebensmittelgesetz“ nach ostdeutschem Vorbild über den RDH für ganz Deutschland auf eine gesetzliche Grundlage stellten.
"Mit diesen Maßnahmen haben sie Bedeutendes für die Entwicklung der Hauswirtschaft in ganz Deutschland bewirkt."

### Berufsbezeichnung „Meisterin der Hauswirtschaft“ Februar 1926
1926 wurde über den „Königsberger Hausfrauenbund“ im Reichsverband Deutscher Hausfrauenvereine (RDH) die staatlich anerkannte Prüfung zur „Meisterin der Hauswirtschaft“ erstmals für ganz Deutschland abgenommen. Im Februar 1926 legten die ersten zwölf Hausfrauen ihre Meisterprüfung an der Ostpreußischen Mädchengewerbeschule ab.
Bereits innerhalb der nächsten 4 Jahre übernahmen weitere 13 Städte in Deutschland, darunter auch der Berliner „Deutsche Hausfrauenbund“, diese aus Königsberg stammende Meisterprüfungsordnung und examinierten ca. 300 Meisterinnen der Hauswirtschaft.
Auch wurde von Königsberg das „Berufsausbildungsgesetz“, das „Arbeitsnachweisgesetz“ und das „Lebensmittelgesetz“ im RDH übernommen.

### Hausfrauenheime, Rentenheime, Stiftungen

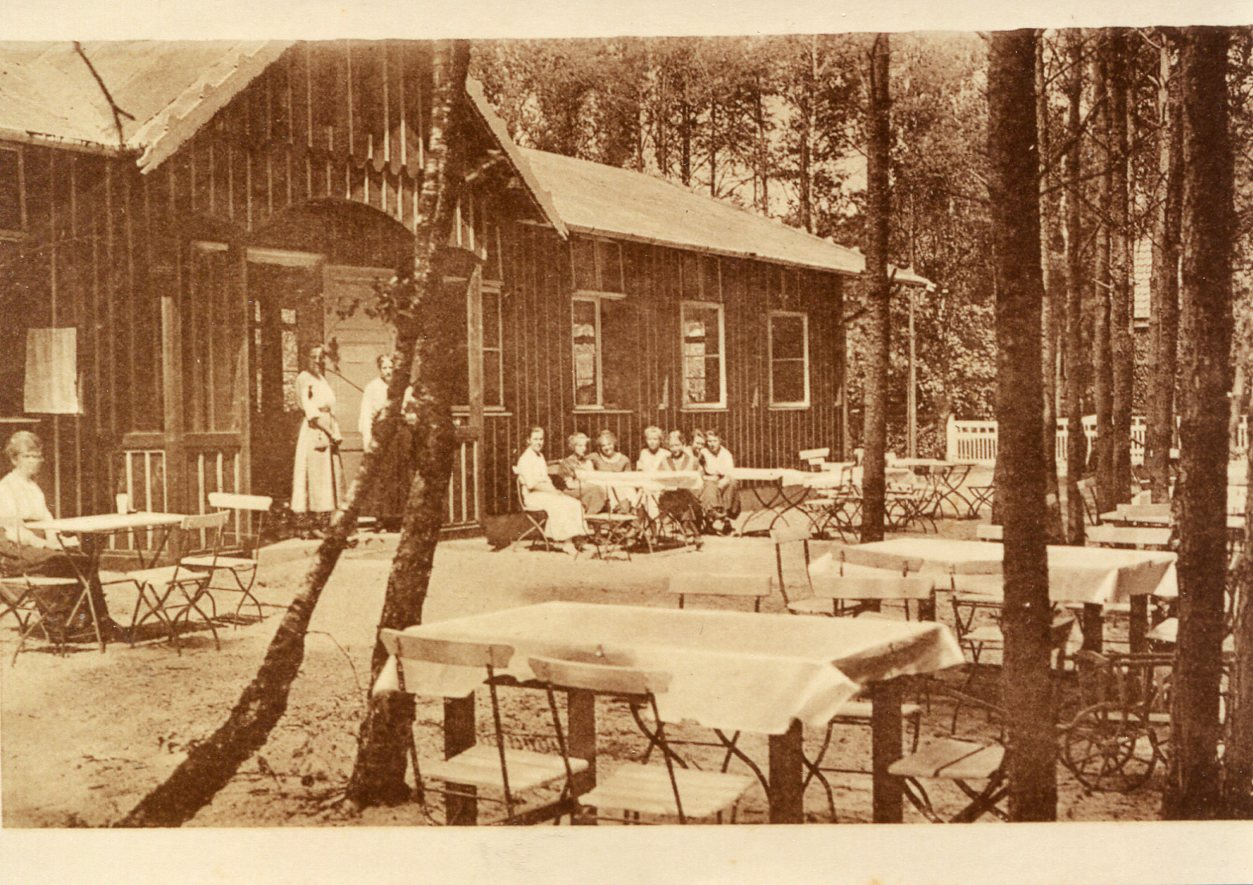
Speisehaus Rauschen. Eröffnung 1921 vom Königsberger Hausfrauenbund

Mit Einführung einer staatlich anerkannten Hauswirtschaftsausbildung war noch nicht geregelt, wie man den Hausfrauen und Hausangestellten in ihrem täglichen Leben Erleichterung verschaffen konnte. Deshalb bot der KHB unter der Federführung von Olga Friedemann und Helene Neumann vier Erholungs- und Rentenheime in Königsberg und Umgebung an:
1. Hausfrauenheim in Rauschen in der ehemaligen Villa Tiedemann (Erholungsheim für Hausfrauen mit 3 Kindern für 3 Wochen).
2. Das Alkoholfreie Speisehaus in Rauschen gehörte dem Königsberger Hausfrauenbund (Eröffnung Juli 1921, nicht 1919). „Wenn es aber trotz aller Schwierigkeiten die Errichtung des Hauses gelungen ist, so ist das vor allem das Verdienst der führenden Damen Frl. Friedemann und Frl. Neumann zu verdanken“
3. Helene Neumann-Haus in Sassau 1908. Mit Hilfe des Vaters Prof. Ernst Neumann wurde eine Helene Neumann-Stiftung gegründet und damit um 1908 (Postkarte) für den Gewerkverein der Heimarbeiterinnen ein Erholungsheim in Sassau auf Samland gebaut. 1918 wurde das Haus vom Königsberger Hausfrauenbund bis 1934 übernommen und weiterhin von Helene Neumann betreut. Von 1934 bis 1944 gehörte es zum Reichsverband Deutscher Hausfrauenvereine (RDH).
4. Olga Friedemann-Rentenheim, Königsberg
Am 30. September 1928 wurde nach zweijähriger Bauzeit dieses Haus in der Aschmann-Allee, Ecke Schwertbrüderstraße eröffnet. Mitbürger, die durch Geldentwertung Eigenbesitz verloren hatten oder die durch Verarmung ihrer Angehörigen schutzlos geworden waren, wurde für den Lebensabend ein würdiges Heim zur Verfügung gestellt. Die Aufnahme erfolgte, ohne Ansehen des politischen oder konfessionellen Bekenntnisses, lediglich nach sozialen Gesichtspunkten. Der Architekt Hanns Hopp errichtete das Haus im Bauherrstil. Jede Wohnung war individuell geschnitten. Das Heim wurde zum 1. Januar 1936 dem Deutschen Frauenwerk zugeteilt.
1931 wurden die Ostpreußische Mädchengewerbeschule (OMGS) und das Berufspädagogische Institut in Personalunion zusammengeführt. Als Trägerin wurde die Stadt Königsberg daran beteiligt und errichtete einen Neubau in der Schubertstr. Ecke Loewenstraße (Architekt Hanns Popp).

### „Gleichschaltung“ 1933, Neue Satzung, Ende vereinspezifischer Aufgaben 31. Dezember 1935
Mit der Machtübernahme 1933 durch die Nationalsozialisten setzte eine grundlegende Veränderung ein. Für den Verein Ostdeutscher Hausfrauenbünde (VOH) „mit ihrem größten Verein, dem „Königsberger Hausfrauenbund“ wurde die Gleichschaltung 1933 mit ganz kleinen Umbenennungen innerhalb der Vorstände reibungslos durchgeführt. Die neuen Vorstände wurden von „Gaufrauengeschäftsführerinnen“ ausdrücklich anerkannt“, ohne dass die Vorsitzenden Mitglieder der NSDAP sein mussten. Im Februar 1934 gaben sich die örtlichen Vereine des VOH eine neue Satzung. Krankheitsbedingt legte Olga Friedemann im Oktober d.g.J. den Vorsitz im KHB und VOH ab. Ihre Nachfolgerin wurde nicht, wie allgemein angenommen, Helene Neumann, sondern das Parteimitglied Dora Schlochow, die zugleich ostdeutsche Gauabteilungsleiterin für Volkswirtschaft war.
Schlochow leitete die „Vereinigung der Ostpreußischen Hausfrauenbünde (VOH)“ bis zum 31. Dezember 1935. Zu diesem Zeitpunkt löste sie die VOH auf und führte sie in das nationalsozialistische „Deutsche Frauenwerk“ über. Für die Zeit danach schreibt Schlochnow selbst: „Ab 1. Januar wurde die Arbeit der einzelnen deutschen Hausfrauenverbände in alle entsprechenden Kreise aller deutschen Gaue geleitet und in das ‚Deutsche Frauenwerk‘ als Fachsäule ‚Abteilung Volkswirtschaft-Hauswirtschaft‘ eingegliedert.“
Nicht alle Mitglieder des KHBs in der Vereinigung Ostdeutscher Hausfrauenverbünde (VOH) wurden automatisch in die Abteilung „Volkswirtschaft-Hauswirtschaft“ des „Deutschen Frauenwerks“ übernommen. Man behielt sich die „arische“ Auswahl der Hausfrauen vor. Hierzu heißt es in einer Fußnote eines Aufsatzes der neuen Vorsitzenden, Dora Schlochow: „Am Anfang des neuen Jahres 1936 wird jedes Mitglied des Hausfrauenbundes von seiner Gruppendame aufgesucht werden und dabei Gelegenheit haben, den Aufnahmeschein der Abteilung Volkswirtschaft-Hauswirtschaft (des Deutschen Frauenwerks) zu unterschreiben. Mitgliedsbeitrag in Monat mindestens 30 Pfg.“
In den Folgejahren ging die Arbeit im KHB mit seinen Schulen, Renten- und Erholungsheimen unvermindert weiter. 1937/1938 wurde die Ostdeutsche Mädchengewerbeschule (OMGS) in eine Frauenfachschule umgewandelt. Damit verbunden war auch die Ausbildung von Gewerbelehrerinnen für Hauswirtschaftliche Berufsschulen. Im Kriegsjahr 1943 wurde aus der OMGS ein Lazarett und der Unterricht in Turnhallen bis zum 22. Januar 1945 eingeschränkt fortgesetzt.
Mit dem Untergang Ostpreußens ging auch das Wissen um die Anfänge der hauswirtschaftlichen Berufsausbildung im KHB verloren. Der den Krieg überlebende Berliner „Deutsche Hausfrauenbund“ im Reichsverband deutscher Hausfrauenvereine (RDH 1915–1935) existiert noch in veränderter Struktur weiter als „Dachverband des DHB-Netzwerk Haushalt, Berufsverband der Haushaltsführenden e.V.“

## Veröffentlichungen

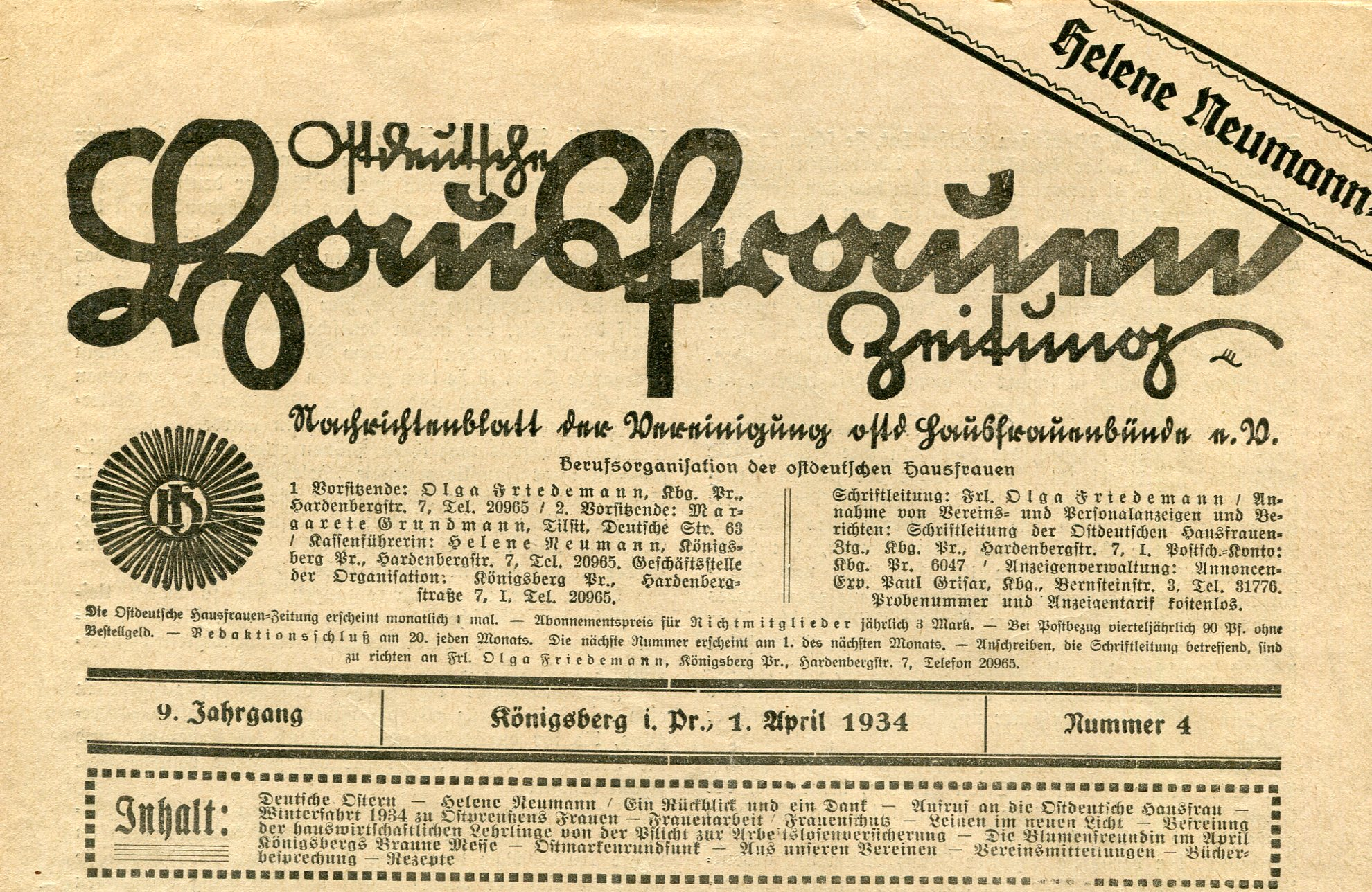
Zeitung des Königsberger Hausfrauendbundes 1934 mit Impressum und Logo KHB - vor der "Gleichschaltung"

In diese Rubrik sind die Aufsätze aus der "Ostdeutschen Hausfrauenzeitung", dem Organ des KHB bzw. der dort integrierten kleineren ostdeutschen Hausfrauenbünde (Vereinigung ostdeutscher Hausfrauenbünde VOB) aufgenommen, die sich mit der Geschichte des Vereins befassen. Die "Ostpreußische Hausfrauenzeitung" bestand vom Jahrgang 1 (1926) bis Jahrgang 10 (1935).
- Olga Friedemann: Die Vereinigung Ostdeutscher Hausfrauenbünde. In: 80 Jahre Ostpreußische Zeitung 1849–1929, Gedenkausgabe (31. Dezember 1928), S. 99–100
- Freiin von Gahl: 25 Jahre Provinzialverband Ostpreußischer landwirtschaftlicher Hausfrauenvereine. Ostdeutsche Hausfrauenzeitung Jg. 4, Nr. 12 (1929), S. 4
- Olga Friedemann: Die Meisterin der Hauswirtschaft, Ostdeutsche Hausfrauenzeitung Jg. 5, Nr. 11 (1930), S. 1
- Olga Friedemann: Aus meinem Leben. In: Ostdeutsche Hausfrauenzeitung, Jg. 10 (1935), Nr. 9, S. 3
- Helene Neumann: 15 Jahre Vereinigung Ostdeutscher Hausfrauenbund. In: Ostdeutsche Hausfrauenzeitung, Jg. 10 (1935), Weihnachtssondernummer, S. 5.